# ペリルアルデヒド
ペリルアルデヒド（perillaldehyde）はシソ科の植物の一種、シソに含まれる有機化合物である。ホルミル基を持つモノテルペンで、シソの精油の約50%を占める主成分である。他にも多くの植物やそれらの精油に含まれる。名称はシソ属の学名 Perillaに由来する。
純粋な化合物、もしくはシソから得られるペリルアルデヒドを豊富に含む揮発性のオイルは、香り付けのための食品添加物として、または香料に鋭さを与えるのに利用される。ペリルアルデヒドから合成されるペリラアルコールも同様に香料として使われる。
ペリルアルデヒドには鏡像異性体が存在し、シソ中に含有されるのは（4S）-体（またはl-体）である。市販されているものも同様である。
ペリルアルデヒドのオキシム（C10H15NO） ペリラルチン（perillartin）は、紫蘇糖の主成分であり、あるいはペリラ・シュガー（perilla sugar）の名でも知られている。この化合物は1920年に駒場農学校の古川清治によってスクロースの2000倍の甘みを持つことが発見された。日本では1946年に発売されたピースなどタバコ用の甘味料として使われていた。